# Macroderes mutilatus
Macroderes mutilatus là một loài bọ cánh cứng trong họ Bọ hung (Scarabaeidae).